# Lac d'Endine
Le Lac d'Endine est un lac italien de la vallée Cavallina d'une superficie de 2,3 km2 qui se trouve dans la province de Bergame en Lombardie.

## Source de la traduction
- (it) Cet article est partiellement ou en totalité issu de l’article de Wikipédia en italien intitulé « Lago di Endine » (voir la liste des auteurs).